# Eleutheronema rhadinum
Eleutheronema rhadinum is een straalvinnige vissensoort uit de familie van draadvinnigen (Polynemidae). De wetenschappelijke naam van de soort is voor het eerst geldig gepubliceerd in 1902 door Jordan & Evermann.